# 四畳半
四畳半（よじょうはん）は、日本における畳を単位とする広さのひとつで、畳4枚半分の広さを指す。また、特に畳4枚半分の広さを持つ部屋の間取りを指す。本項では後者について説明する。

## 概要

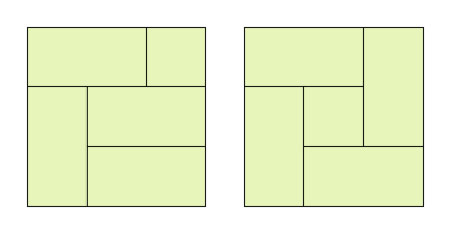
四畳半の畳の配置

日本家屋を代表する部屋の間取りのひとつで、六畳、八畳などとともに広く用いられる。通常の敷き方では、一畳サイズの畳4枚と半畳サイズの畳1枚が使われ、全体の形状は正方形となる。畳の配置としては右図に示した2種類（及びその鏡面形）のいずれかが一般的である。
中央に半畳サイズの畳を置く配置は、部屋の中央に炉を切る時に用いられる。半畳を中心に卍の形となる配置は、「切腹の間」といわれ、縁起が悪いという説もある。
畳の角が4つ集まって十字形になることは不祝儀であるとされるため、他の敷き方が用いられることはほとんどない。
四畳半が初めて現れるのは室町時代とされる。
初期の草庵風茶室は四畳半の広さであったと考えられている。東山の慈照寺（銀閣寺）にある東求堂同仁斎（1486年（文明18年））は四畳半の書斎で、草庵風茶室の源流とされる。また、村田珠光は18畳の和室を4分して四畳半の茶室を造ったと伝えられている。今日でも、一般には四畳半以下の茶室を草庵風茶室と称する。
大正期や昭和初期には「四畳半」といえば待合（待合茶屋）のことを意味した。「四畳半趣味」という言葉も存在した。
1970年代頃まで、学生などの青年向けの下宿や間借りの広さは四畳半が代表的であり（例えば、1952年（昭和27年）に建てられ、多くの漫画家が暮らしたことで有名なトキワ荘は全室四畳半であった）、「四畳半」という語は、例えば四畳半フォークのように、金銭的余裕のない若者の住む部屋、（当時の）青春時代の生活の代名詞として用いられた。松本零士の漫画『男おいどん』などでも「四畳半」が青春時代の貧しい生活の象徴として描かれている。

## 茶室
茶室における四畳半の畳は、それぞれ床前畳（貴人畳）、点前畳（道具畳）、客畳、踏込畳、炉畳と呼ばれる。
- 床前畳
- 点前畳（ ウィキメディア・コモンズには、点前畳に関するカテゴリがあります。）
- 客畳
- 踏込畳
- 炉畳（ ウィキメディア・コモンズには、炉畳に関するカテゴリがあります。）